# Беланте
Бела̀нте (на италиански: Bellante) е градче и община в Южна Италия, провинция Терамо, регион Абруцо. Разположено е на 354 m надморска височина. Населението на общината е 7176 души (към 2010 г.).